# 東名高速飲酒運転事故
東名高速飲酒運転事故（とうめいこうそくいんしゅうんてんじこ）は、1999年（平成11年）11月28日に発生した、飲酒運転のトラックが普通乗用車に衝突して起きた交通事故。
この事故による火災で幼い姉妹が死亡した。事故はマスコミなどで大きく取り上げられ、危険運転致死傷罪の成立に大きく影響した。

## 経緯
1999年（平成11年）11月28日15時30分ごろ、東京都世田谷区の東名高速道路東京IC付近で、箱根からの行楽帰りの千葉市の会社員（以下「夫」表記）の所有する普通乗用車（初代トヨタ・クレスタ。妊娠中の妻（31歳）が運転、助手席に夫（49歳）、後部座席に3歳・1歳の2女児の計4名が同乗）が首都高速用賀料金所付近上り本線を走行中、料金所通過のため減速していたところ、高知県高知市から東京に向かっていた飲酒運転の12トントラック（日産ディーゼル・ビッグサム）に追突された。この時、別のワゴン車1台（初代いすゞ・ファーゴ）も事故に巻き込まれ損傷しているが、このワゴン車の運転手に怪我はなかった。
乗用車は大破炎上。妻は自力で運転席の窓から脱出したが、同乗していた3歳と1歳の女児2人は焼死。夫は助手席の窓から救出されたが全身の25%を火傷する大火傷を負い、集中治療室で何度も皮膚移植することを余儀なくされた。妻は窓から逃げる直前に、夫は助け出される直前に娘2人の最期の声を聞いている。
事故発生直後、偶然現場を通りかかったテレビ朝日のカメラマンが、事故直後の光景をテレビカメラで撮影していたほか、現場周辺にいた日刊スポーツのカメラマンが、近くのビルの屋上から炎上する車を写真で撮影している。
トラックの運転手は飲酒運転の常習者で、事故当日も高知から大阪へのフェリー内や東名高速の海老名SAなどで合わせてウイスキー1瓶（750ml入り）とチューハイ1缶を飲んだ。事故当時はひどく酩酊しており、真っすぐ立つことができないほどであった。呼気中のアルコール濃度は1リットルあたり0.63mgだったという。
事故より前、不自然な蛇行運転をする加害車に関する通報が日本道路公団（現在のNEXCO）に次々と寄せられた。また、東京料金所では運転手が支払いに必要なハイウェイカードを探すのに時間が掛かったことから、料金所の係員がトラックを路肩に移動させカードを探させた後、運転手を降ろしハイウェイカードを預かった。その際、料金所の職員は運転手の足元がふらついていることに気づき「ふらついているので休憩したらどうか」と声を掛けたが（飲酒運転とは思わなかったと証言）、運転手は「風邪気味だったもので、薬を飲んだから大丈夫」と言い、休憩も取らずに運転を再開した。被害者の車両はそれまでトラックの後ろを走っていたが、トラックが東京料金所で停車している間に追い越しており、トラックが運転を再開した後に追突事故は起きた。

## 裁判

### 刑事訴訟
トラックの運転手は、業務上過失致死傷罪と道路交通法違反の罪に問われた（事件当時は危険運転致死傷罪は未制定）。
2000年（平成12年）2月10日、東京地裁（伊藤雅人裁判官）で初公判が開かれ、運転手は起訴事実を全面的に認めた。検察側の冒頭陳述では夫が助け出された後に炎上する乗用車に向かって助けを求める様子が詳述された。
2000年（平成12年）6月8日、東京地裁（伊藤雅人裁判官）は「飲酒癖は最近始まったものでないことがうかがわれ、過失の程度は極めて重大。目の前で最愛の我が子を殺された両親の悲しみや憤りの大きさも察するに余りある」として運転手に対して懲役4年（求刑：懲役5年）の判決を言い渡した。
東京地検は刑法第211条に定める同罪の法定刑で、最高刑に当たる懲役5年を求刑したが、判決では「いささか遅きに失したとはいえ、被害者らに謝罪するとともに、今後自動車のハンドルを握ることはないと述べており、運送会社を懲戒解雇され退職金を受け取れないなど、社会的制裁を受けている」として酌量減軽した。
東京地検は「限りなく故意に近い事故で、法定刑の上限が適用されるべきだ」として飲酒運転の事件としては異例の控訴に踏み切った。
2001年（平成13年）1月12日、東京高裁（仁田陸郎裁判長）は「酒酔い運転の犯情は悪いが、火の燃え移った被害者を救助するなど酌むべき事情もある。処罰の公平性や量刑の実際からみて、1審判決が軽すぎるとはいえない」として一審・東京地裁の懲役4年の判決を支持、検察側の控訴を棄却した。
この判決に対して東京高検は「量刑判断には不満が残るが、適法な上告理由が見いだせなかった。今後、この種の悪質事件では、被害者側の心情が量刑に反映されるよう万全を期していきたい」として上告を断念したため、運転手に対する懲役4年の判決が確定した。

### 民事訴訟
2002年（平成14年）10月23日、両親が当時のトラック運転手およびその勤務先だった高知通運（本社：高知市）などを相手取って約3億5600万円の損害賠償を、一部を女児たちの「毎命日に分割して支払う」よう求める訴えを東京地裁に起こした。死亡逸失利益についてのこのような定期金賠償方式による支払請求は異例で、裁判において争われたが、東京地裁はこれを認めた。この裁判で、判決で東京地裁は被告らに対して、原告へ総額約2億5000万円を支払うことを命じた。
- 判決の要約：加害運転手および高知通運（被告）は、原告に対し賠償金2億4979万5756円を連帯して支払うこと。
  - 死亡による逸失利益については、2女児が18歳から67歳まで49年間就労したものとして算定し、その部分の金員は、亡くなった女児らがそれぞれ19歳の誕生日を迎える年の翌年の命日に初めて支払い、以降15年間毎命日ごとに分割して支払うこと。
  - 女児らが34歳の誕生日を迎える年の命日には、34歳から67歳までの金額をそれぞれ一括して支払うこと（年5パーセントの金利を含む）。

また、金銭損害賠償等を求める民事判決においては異例の踏み込んだ表現として、被告の行為について「左側壁の縁石や中央分離帯にぶつかりかねないほど大きく蛇行走行するという、まさに走る凶器による危険極まりない運転行為」「未必の故意による傷害行為とさえ評価され得る」「被告が常日ごろから自分の運転するトラックに酒を持ち込み、常習的に飲酒運転をするという、（略）非常に悪質で強い非難に値する行為を習慣とし（略）本件のような重大な事故はいつ発生してもおかしくない状況であった」『ろれつの回らぬ口調で「何で止まったんだ」「急に止まるからぶつかったんだ」「まーえーじゃないか」「逃げるんじゃない、会社に電話をかけてくる」「酒なんか飲んでいねえよ、風邪薬飲んだだけだ」などと強弁』と厳しく指弾し、事故の有り様について「当時、まだ3歳と1歳の幼児であり、（略）限りない可能性を有していたはずであったのに、突然、本件事故により命を奪われた同人らの無念さは、計り知れない。しかも、後部座席に幼い2人のみで身動きもできないまま取り残され、意識を失うこともなく、炎に取り巻かれ、熱さ・痛さに悲鳴を上げながら我が身を焼かれ死んでいったものであり、死に至る態様も極めて悲惨かつ残酷である」「我が子の助けを求める叫び声、泣き声を間近に聞きながらも、燃え盛る火炎の勢いのため、為すすべもなく、ただ最愛の2人の娘が目の前で焼け死んでいくのを見ているほかはなかったという原告らの痛恨の思いと無力感には、想像を絶するものがある」「原告らが（略）一命を取り留めたのは、被害車両の電源が衝突によっても切れることなく通じており、原告B側の電動の窓ガラスが開いたという全くの偶然によるものであって（略）、このような偶然がなければ、原告ら（まだ原告Bのお腹の中にいた三女も含む）についても焼死という、さらに悲惨な結果を招いていたであろう」のように評価したうえで、死亡に関連する慰謝料として、被害者である幼児2名本人分に各々2600万円、両親2名各々の幼児2名各々に対する遺族固有の慰謝料として各々800万円、併せて各々3400万円を認定した。

## 社会的影響
2000年6月、神奈川県座間市で飲酒及び無免許、かつ無車検の暴走車によって大学に入学したばかりの一人息子を亡くした（小池大橋飲酒運転事故）造形作家が悪質ドライバーに対する量刑が余りにも軽すぎること、今の日本の法律に命の重みが反映されていないことに憤りを覚え、法改正を求める署名運動を始めた。
被害者たちもこの運動の趣旨に心から賛同し、全国各地で街頭署名を重ね、2001年10月に法務大臣へ最後の署名簿を提出した時には合計で37万4,339名の署名が集まった。世論に後押しされ、2001年6月には道路交通法改正法案が、11月には刑法改正法案が全会一致で国会を通過し、最高刑を懲役15年とする危険運転致死傷罪が新設された。
2007年1月20日、テレビ朝日の「ドスペ!」には被害者家族が出演し、再現ドラマも放送された。なお、再現ドラマには被害者家族が乗っていたのと同型の乗用車を使用しており、加害者が運転していたトラックも年式は異なるものの同型のものを使用している。
ちなみに2003年には、被害者家族が高知通運の従業員に対して飲酒運転の根絶を訴える講演をしたわずか3週間後に被告が勤務していた高知通運の取締役が酒気帯び運転で追突事故を起こしている。この事情も慰謝料算出にあたって斟酌されている。
運転免許証更新時に配布される教則本「自動車を運転される皆様へ 安全運転BOOK」の32頁に福岡海の中道大橋飲酒運転事故と共に本事故が飲酒運転の悲惨例として取り上げられている。